# アイドルコラージュ
アイドルコラージュ（アイドルコラージュ写真、アイドルコラージュ画像）とはアイドルなど有名人の写真を加工し、別の状況にある写真のように作り替えること。またそのような合成画像。通称アイコラ。

## 概要
例えばアイドルの画像の顔の部分と別人のヌード画像の首から下の部分を組み合わせることにより、あたかもそのアイドルのヌード姿のような画像を製作することができる。このような写真同士を合成させる手法を始め、写真の上から巧妙に絵を描き、衣服を無くしたり透けているように見せる（描きコラ）など多様である。かつては写真や印刷物を手で切り貼りしていたが、近年では、デジタル写真の加工に用いる写真編集ソフトウェアが高性能になっているので、パソコンを用いて素人でも比較的簡単に作成が可能である。また近年では静止画像だけでなく動画に対するアイコラも現れている。動画に対するアイコラは、「敵対的生成ネットワーク（GANs）」と呼ばれる機械学習技術を使用して、既存の画像と映像を、元となる画像または映像に重ね合わせて（スーパーインポーズ）、結合することで生成されるディープフェイクが一般に用いられる。

## アメリカ合衆国における情勢
アメリカ合衆国では、コラージュ作成が表現の自由により、政治家やセレブリティも含めて広く認められている。これはアイコラについても同様である。また、同国の児童ポルノ法改正（アニメ等の仮想児童ポルノを規制する改正、ただし後に違憲判決が出て無効となった）の際にも、同じく「言論の自由」を理由に、コラージュは除外されるという措置が執られている。なお、同法には「明らかに児童と判別でき、かつ性的行為を描写した場合は、この限りではない」という但し書きがあり、児童ポルノは単なる児童ヌードと明確に区別されて、規制されている。
2017年にインターネット上で、特にRedditでディープフェイクのポルノが初めて現れ、現在ではReddit、Twitter、Pornhubなどのサイトで禁止されている  。2017年秋、"Deepfakes" というハンドルネームの匿名のRedditユーザーがインターネットにいくつかのポルノビデオを投稿した。注目を集めた最初のものは、デイジー・リドリーのディープフェイクだった。それはまた、よく知られたディープフェイクビデオの1つで、いくつかの記事の中でひときわ目立つものであった。ほかのディープフェイクとして、継兄弟と性行為をしているワンダーウーマンを演じた女優のガル・ガドット、また、エマ・ワトソン、ケイティ・ペリー、テイラー・スウィフト、スカーレット・ヨハンソンがあった。人工知能を使用して作成された、それらのビデオは本物ではなく、ほどなく偽物であることが暴かれた。 

## 日本における情勢
日本では、1990年代より流行した。全盛期には、晋遊舎が出版するパソコン情報誌のiP !（アイピー）などの紙面でも繰り返し取り上げられ、製作方法を解説した記事が連載されるなど技術面でも一定の注目を集めた。その一方、芸能人（アイドル）の画像を加工し、アイコラ画像としてインターネット上などで公開する行為は、著作権・肖像権の侵害のほか、アイドル自身に対するイメージを損なうとして業務妨害にあたる可能性が指摘され、社会問題化していった。日本においては、作品そのものよりも、加工素材として使用される人物のパブリシティ権や名誉毀損が重要視され、当人および当人の肖像権を管理する芸能事務所が権利の侵害を主張することが多い。
2007年9月、朝日放送と同社のアナウンサー高野直子は、同社ウェブページから取得された高野の顔写真を用いたアイコラによる虚偽の記事を掲載したとして、雑誌出版社コアマガジンを、名誉毀損罪と著作権法違反の疑いで大阪府警察に刑事告訴した。
Pornhubなどのポルノ動画サイトでは、日本人女優やアイドルのディープフェイクの動画があり、2019年にBuzzFeed Newsが確認しただけでも10個以上は存在し、多いものでは300万回以上再生されているものもあった。 2020年には、アダルトビデオの出演者の顔を芸能人とすり替えた動画をインターネット上にアップしたなどとして、警視庁と千葉県警は、システムエンジニアと大学生の男2人を名誉棄損と著作権法違反の疑いで逮捕した。ネット上には警視庁が確認しただけで、女性芸能人約200人分、3500本以上のディープフェイクが公開されているという。